# Holly Ridge
Holly Ridge è un comune degli Stati Uniti d'America, situato in Carolina del Nord, nella contea di Onslow.